# Bernhard Pankok
Bernhard Pankok (Münster, 1872. május 16. – Baierbrunn, 1943. április 5.) német festő, grafikus, építész és formatervező.

## Pályafutása
1901-ben házasodott össze  Ferdinannd Florenz Coppenrath tájképfestő hugával, Antonette (Toni) Coppenrath-tal. Művészeti tevékenységét a jugendstil és az ún. International Stil (nemzetközi stílus) közti átmenetet képviseli. 1892-ben alapított müncheni műtermében a PAN és a Jugend című folyóiratok szabadszellemű művészeivel, grafikusokkal és illusztrátoraival együtt tevékenykedett. Ez a műterem 1902-ig működött Münchenben, ahol társalapítója a Vereinigten Werkstätten für Kunst und Harwerknek.
1902-től Stuttgartban élt és tanított. 1913-tól a stuttgarti Killesbergen létesített iparművészeti iskola új épületének igazgatójaként adott tanácsokat (ez az épület később, a Weißenhofsiedlung iskolaépületeként egészen 1927-ig fennmaradt).
Tevékenységéből mindenek felett bútortervei és könyvgrafikái a kiemelkedők (pl. a térábrázolásai, vagy a Párizsi Világkiállítás katalógusa).
1907-ben az újraapított Deutschen Werkbund alapító tagjai közt találjuk. 1914-től a kölni werkbund-kiállítás előkészítő munkáinak művészeti vezetője. 1930-ban rendes tagja a  Müncheni Secession-nak. 1932-ben elnyerte a westfaliai münsteri művészek szervezetének örökös tagja című elismerést, egy évvel később a müncheni művészeti akadémia örökös tagja című elismerést is megkapta. A stuttgarti művészeti akadémia örökös tagjaként 1942-ben a hatvanadik születésnapja alkalmából tevékenyséégéről megemlékező rendezvényt tartottak.